# La Dalia
La Dalia, med  5 925 invånare (2005), är centralorten i kommunen El Tuma - La Dalia i departementet Matagalpa, Nicaragua. Den ligger i den bergiga centrala delen av landet, 43 kilometer nordost om Matagalpa.